# کشیشتف کراوزه
کشیشتف کراوزه (لهستانی: Krzysztof Krauze؛ تلفظ لهستانی: [ˈkʂɨʂtɔf]؛ ۲ آوریل ۱۹۵۳ – ۲۴ دسامبر ۲۰۱۴) کارگردان فیلم، فیلم‌بردار و بازیگر اهل لهستان بود. وی دانش‌آموختهٔ مدرسه ملی فیلم ووچ است.
از فیلم‌ها یا مجموعه‌های تلویزیونی که وی در آن‌ها نقش داشته‌است، می‌توان به بدهی اشاره نمود.